# Cotton Fitzsimmons
Lowell "Cotton" Fitzsimmons (nacido el 7 de octubre de 1931 en Hannibal, Misuri y fallecido el 24 de julio de 2004 en Phoenix, Arizona) fue un entrenador de baloncesto estadounidense que desarrolló su carrera primero en la NCAA y posteriormente en la NBA, donde permaneció durante 21 temporadas. Ganó en dos ocasiones el título de Entrenador del Año de la NBA, en las temporadas 1978-79 y 1988-89.

## Trayectoria deportiva

### Universidad
Tras jugar 4 temporadas como base en la Universidad de Midwestern State, comenzó su carrera como entrenador en el junior college de Moberly, donde permaneció 11 temporadas en las que ganó dos títulos nacionales de la NJCAA. En 1968 es contratado por la Universidad de Kansas State, donde permanece 2 temporadas antes de dar el salto a la NBA.

### NBA
En 1970 sustituye a Jerry Colangelo como entrenador de los Phoenix Suns, llevando al equipo a su primera temporada con mayor número de victorias que de derrotas, al conseguir ganar 48 partidos. En 1972 ficha por Atlanta Hawks, donde consigue llegar por vez primera en su carrera a los playoffs. Tras 4 temporadas firma con Buffalo Braves, donde sólo permanece una temporada antes de irse a Kansas City Kings en la temporada 1978-79. En los Kings permanecería 6 temporadas, llevando al equipo a los playoffs en tres de ellas, ganando su primer título de Entrenador del Año en la temporada de su debut e el equipo.
Tras dos temporadas como entrenador de los San Antonio Spurs, regresa a Phoenix Suns, en una temporada muy complicada, ya que antes del comienzo fue uno de los impulsores del traspaso de su gran estrella, Larry Nance a Cleveland Cavaliers a cambio de Kevin Johnson y Mark West, por lo que fue muy criticado por la afición. Además, esa temporada se destapó un escándalo de drogas que implicaba a varios jugadores de su equipo. Pero al año siguiente el equipo dio un giro de 360 grados, tras la elección en el Draft de la NBA de 1988 de Dan Majerle, acabando el año con 55 victorias por 27 derrotas, y llegando hasta las finales de la Conferencia Oeste, donde fueron barridos por Los Angeles Lakers. Esa temporada fue de nuevo elegido Entrenador del Año.
En 1991 se convirtió en el sexto entrenador de la historia de la NBA en alcanzar las 800 victorias. Dejó al equipo al términod e esa temporada para dedicarse a labores de comentarista para la televisión, regresando en 1995. Al año siguiente, tras comenzar la temporada con 8 derrotas consecutivas, fue cesado, siendo reemplazado por Danny Ainge.

## Fallecimiento
La noche del 24 de julio de 2004, Cotton Fitzsimmons falleció en su residencia de Phoenix, víctima de un cáncer de pulmón.